# Glenea heptagona
Glenea heptagona är en skalbaggsart som beskrevs av Thomson 1860. Glenea heptagona ingår i släktet Glenea och familjen långhorningar. Inga underarter finns listade i Catalogue of Life.